# حاجز خلفي

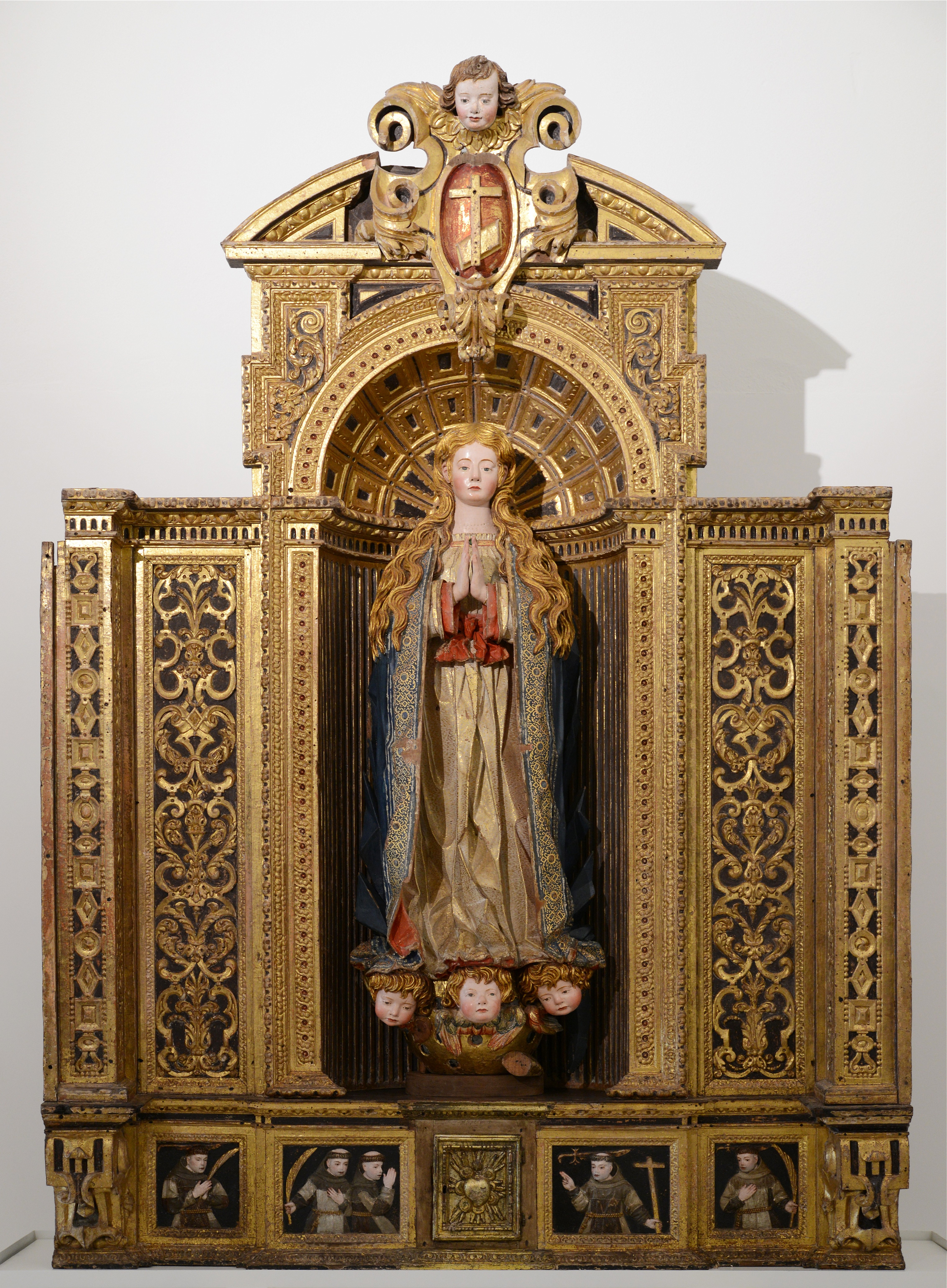
حاجز خلفي يصور الحَبَل بلا دنس في شنترين

الحاجز الخلفي هو قطعة مذبح كبير أو شاشة أو زخرفة موضوعة خلف المذبح في الكنيسة . غالبًا ما تتضمن صورًا دينية.

## أمثلة من كنائس مختلفة

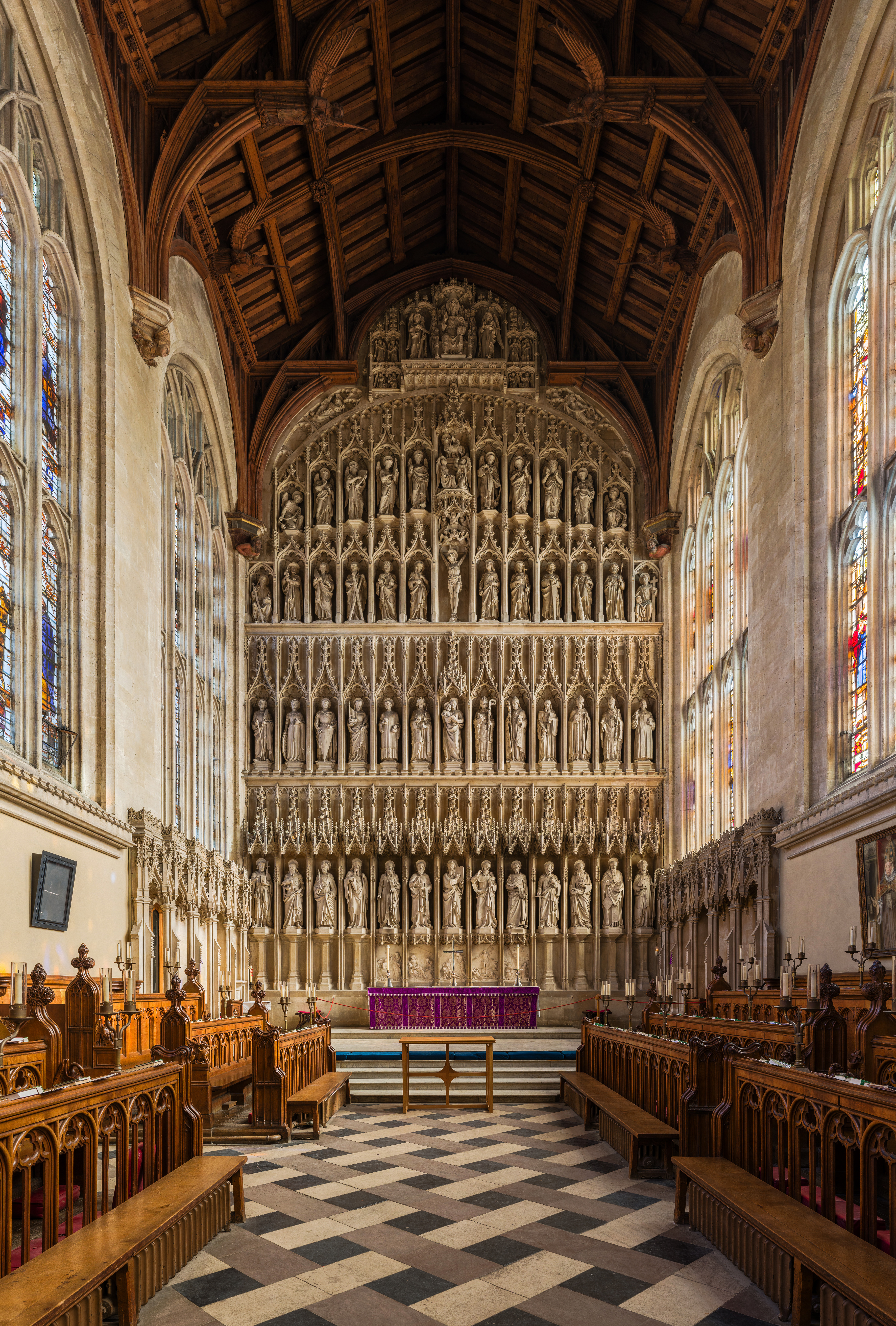
نيو كوليدج أكسفورد
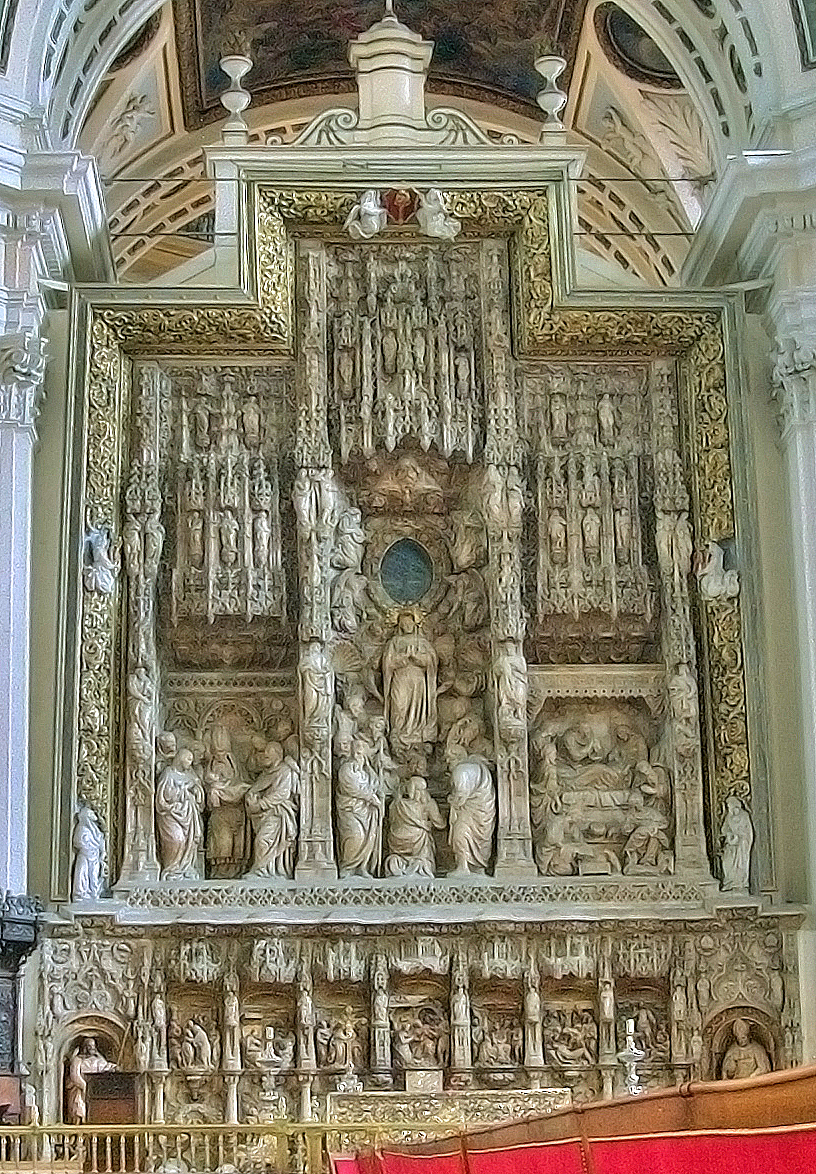
مذبح كنيسة سيدة بيلار في سرقسطة
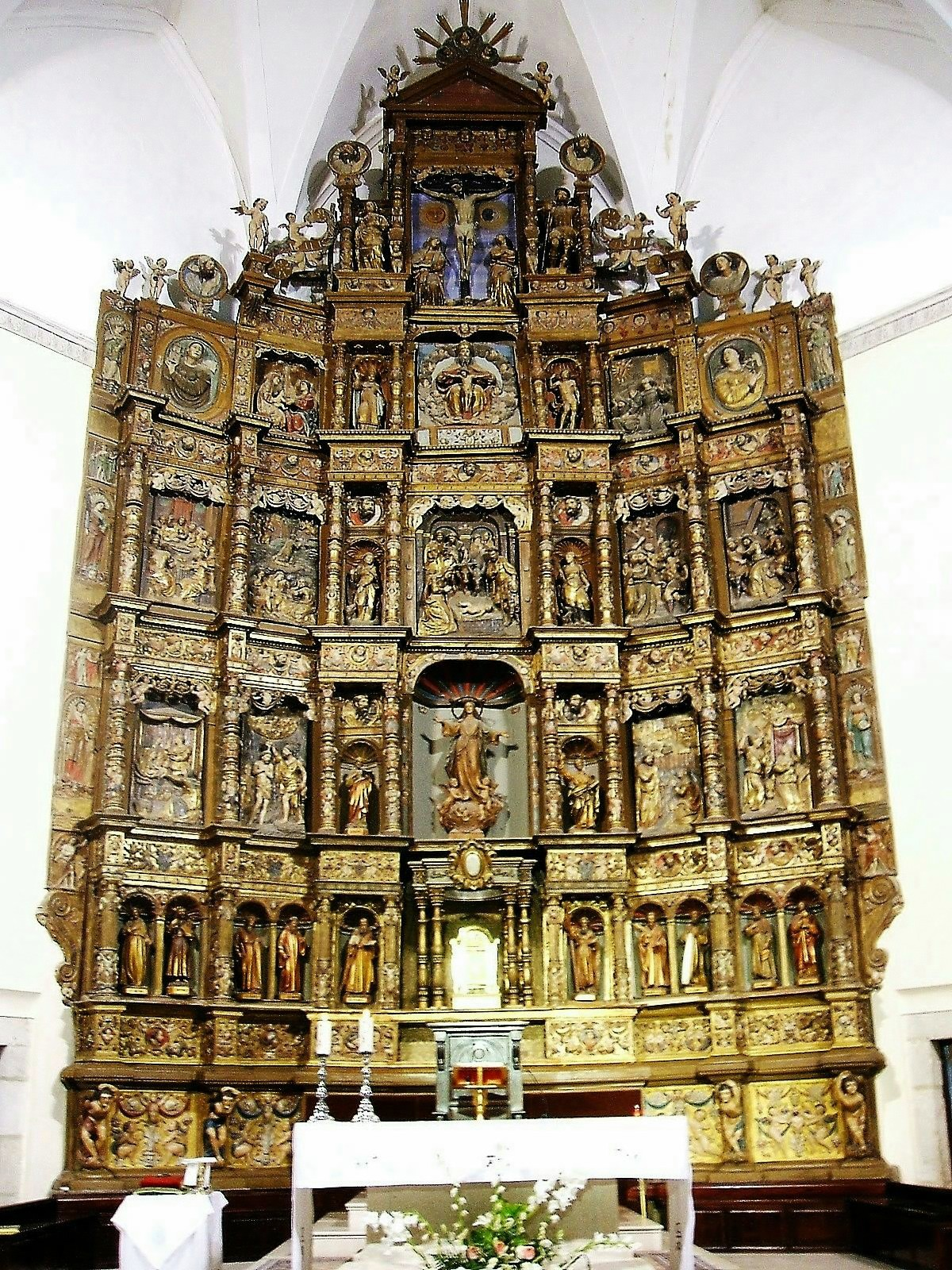
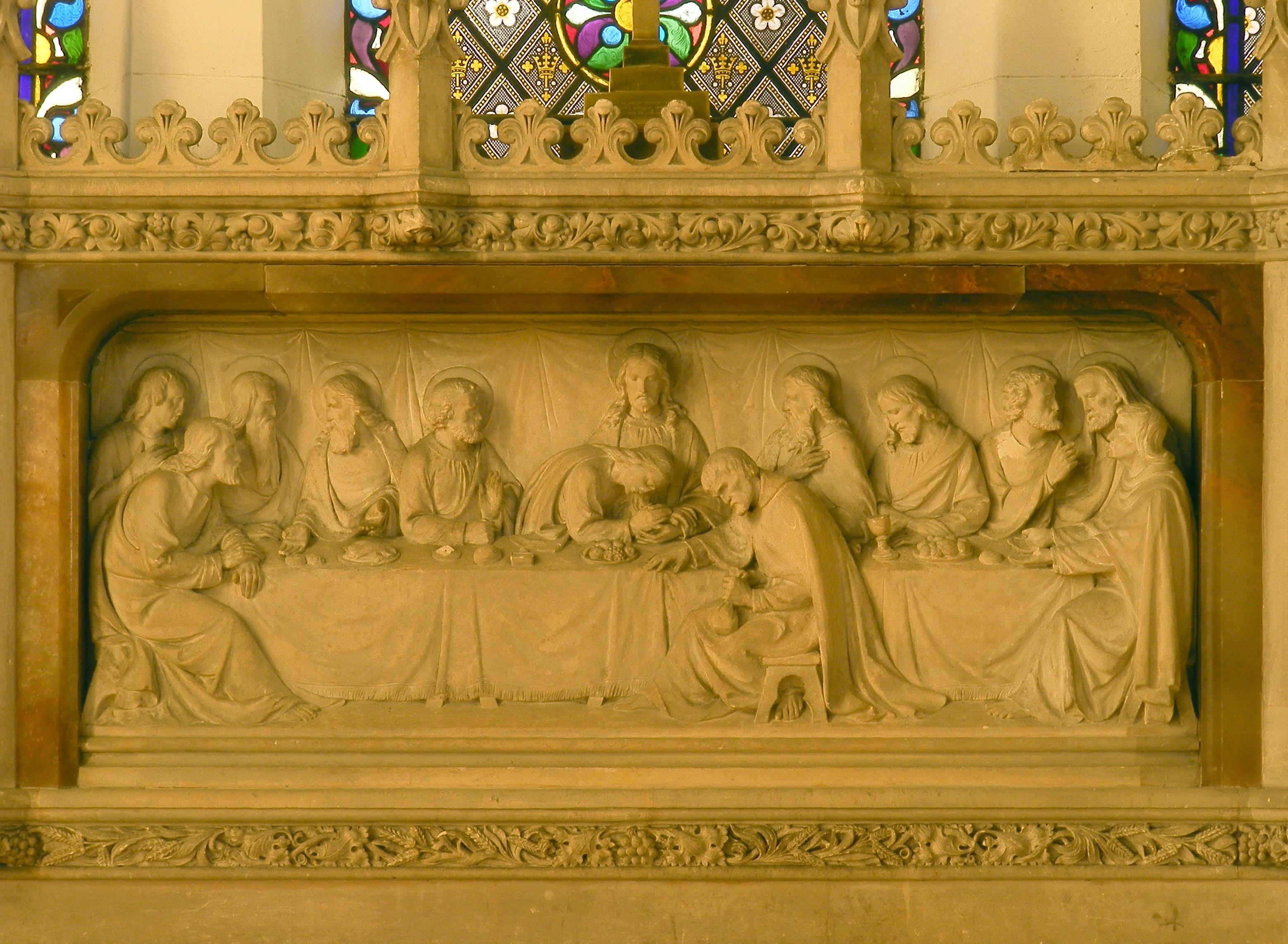
كنيسة الثالوث المقدس، نصب الحرب التذكاري للحرب العالمية الأولى.
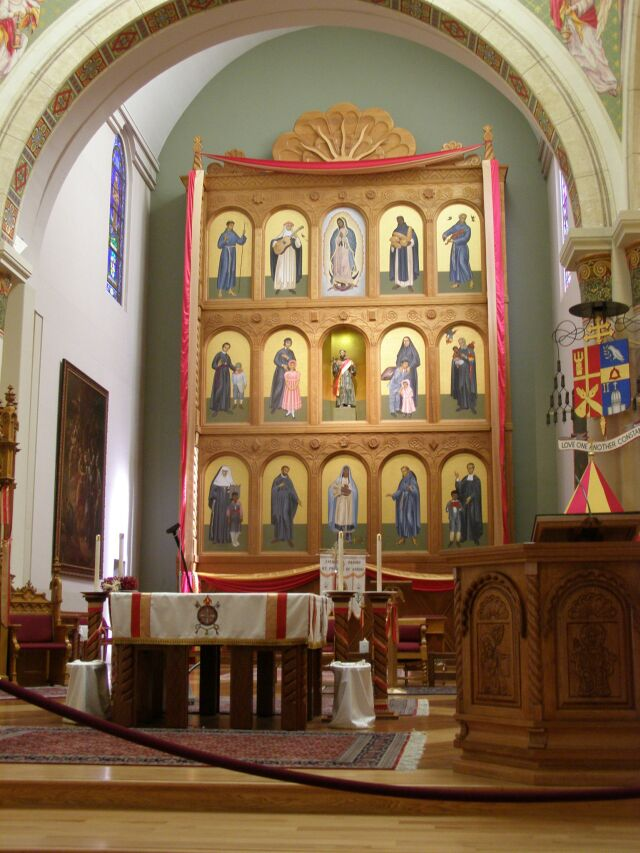
كتدرائية القديس فرنسيس نيو مكسيكو
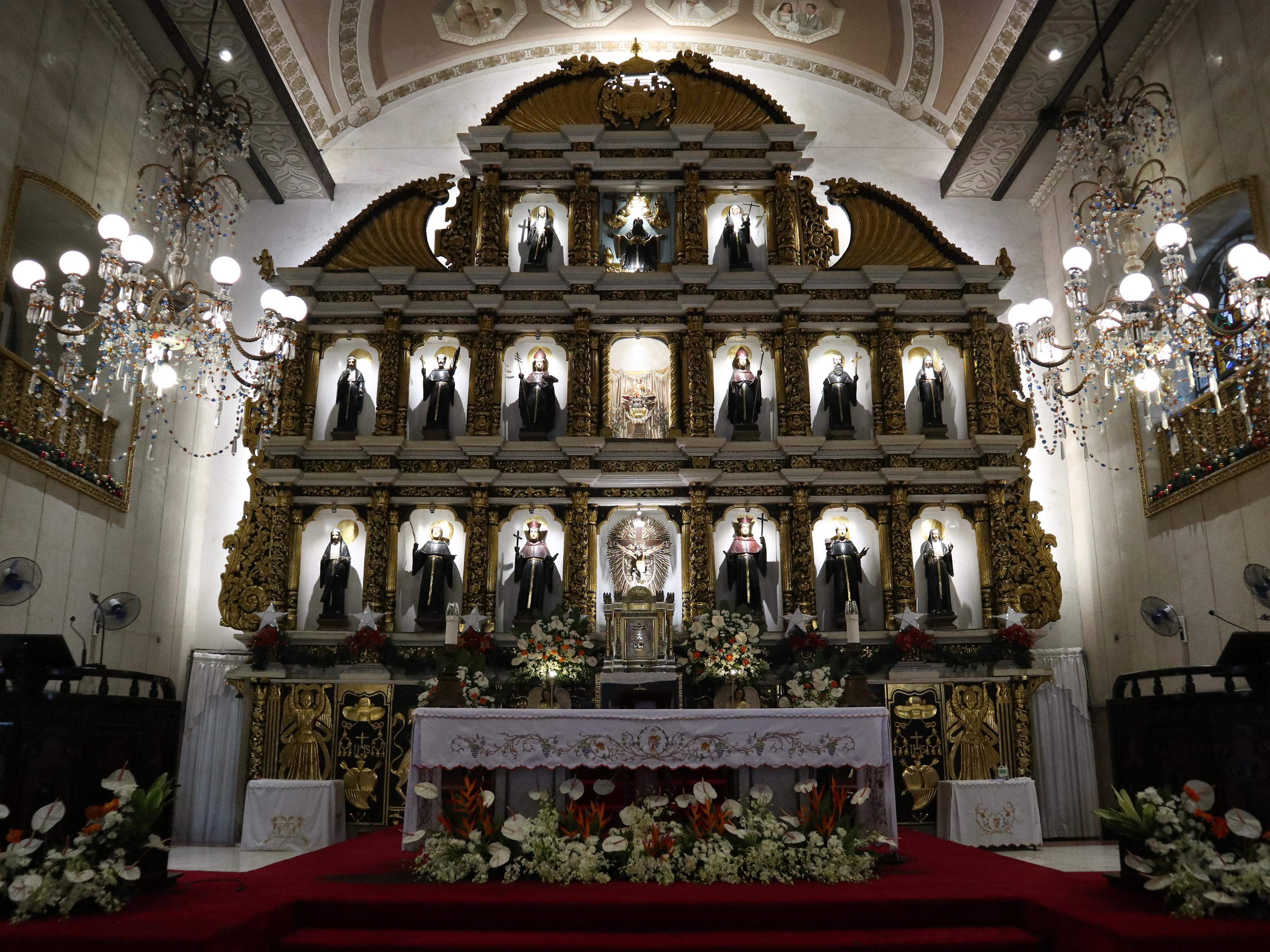
في الفلبين
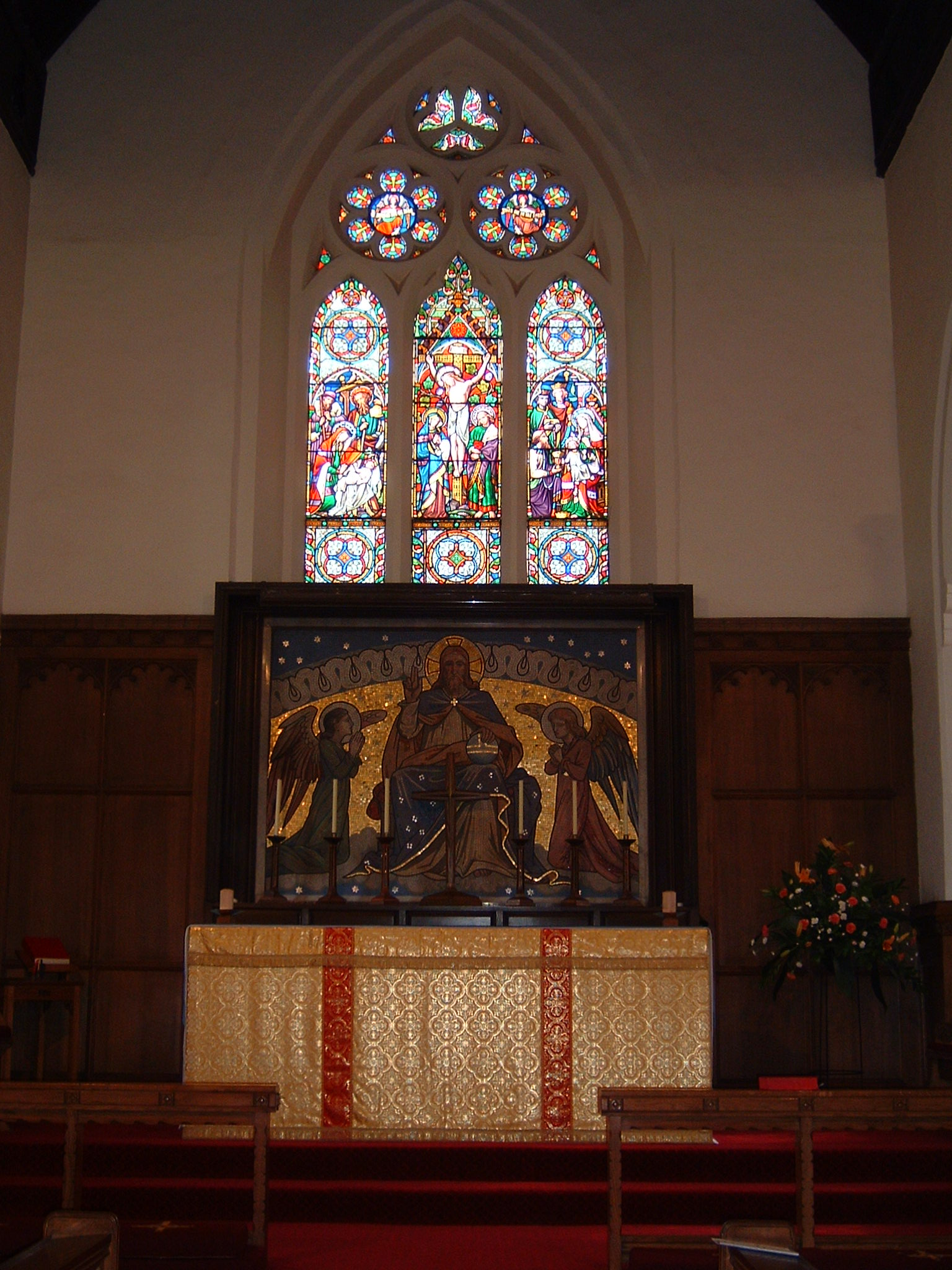
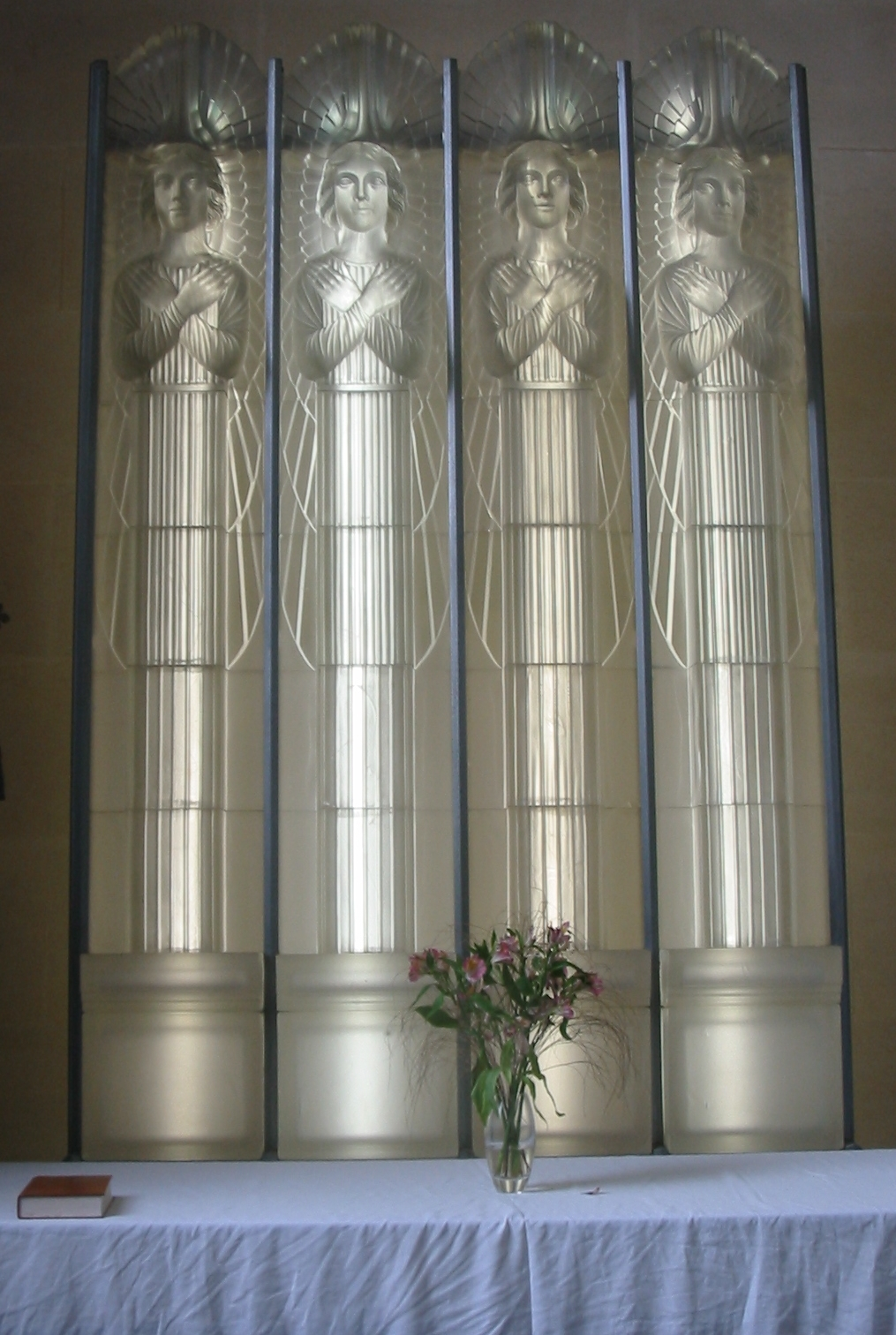
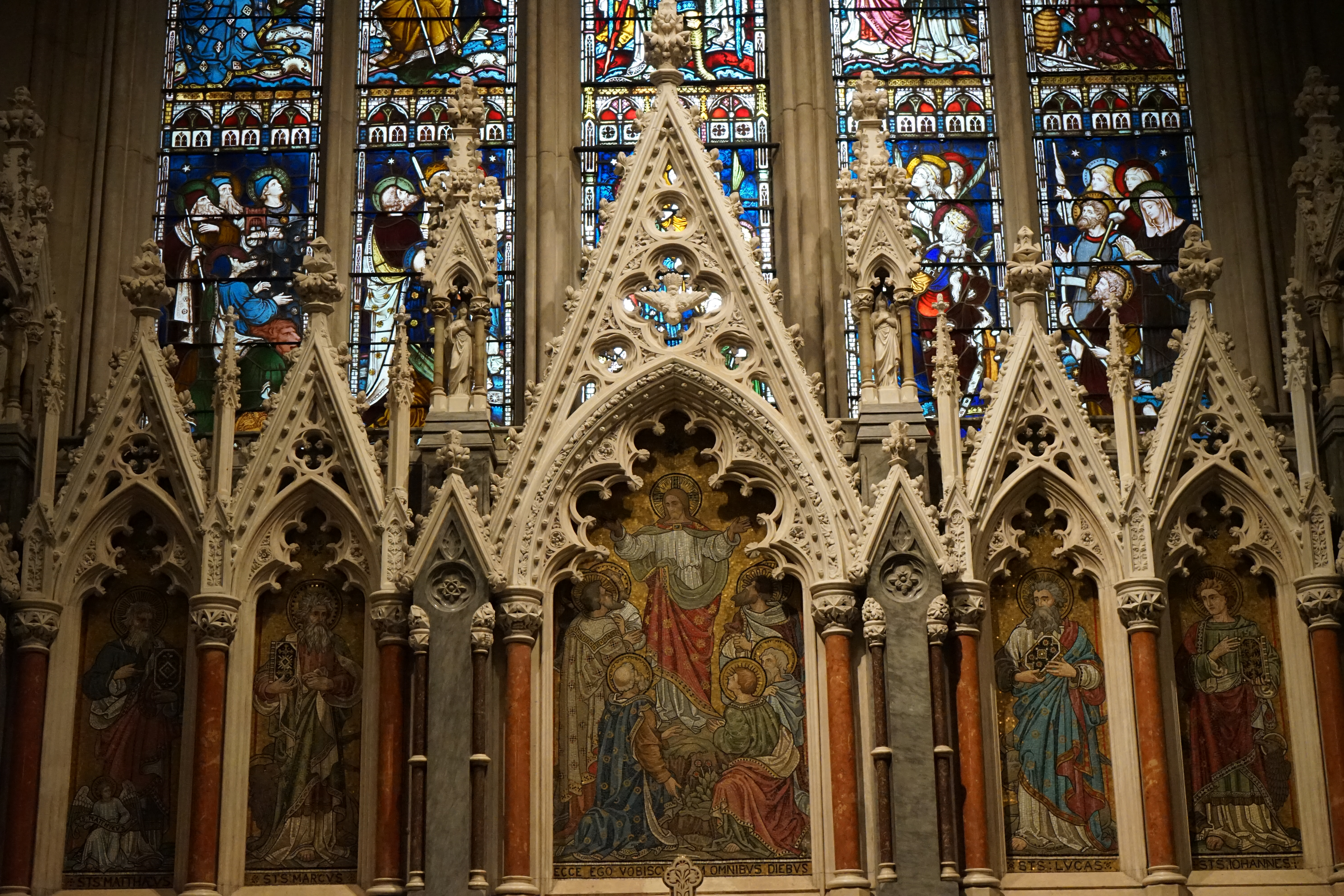
كنيسة جريس في نيويورك
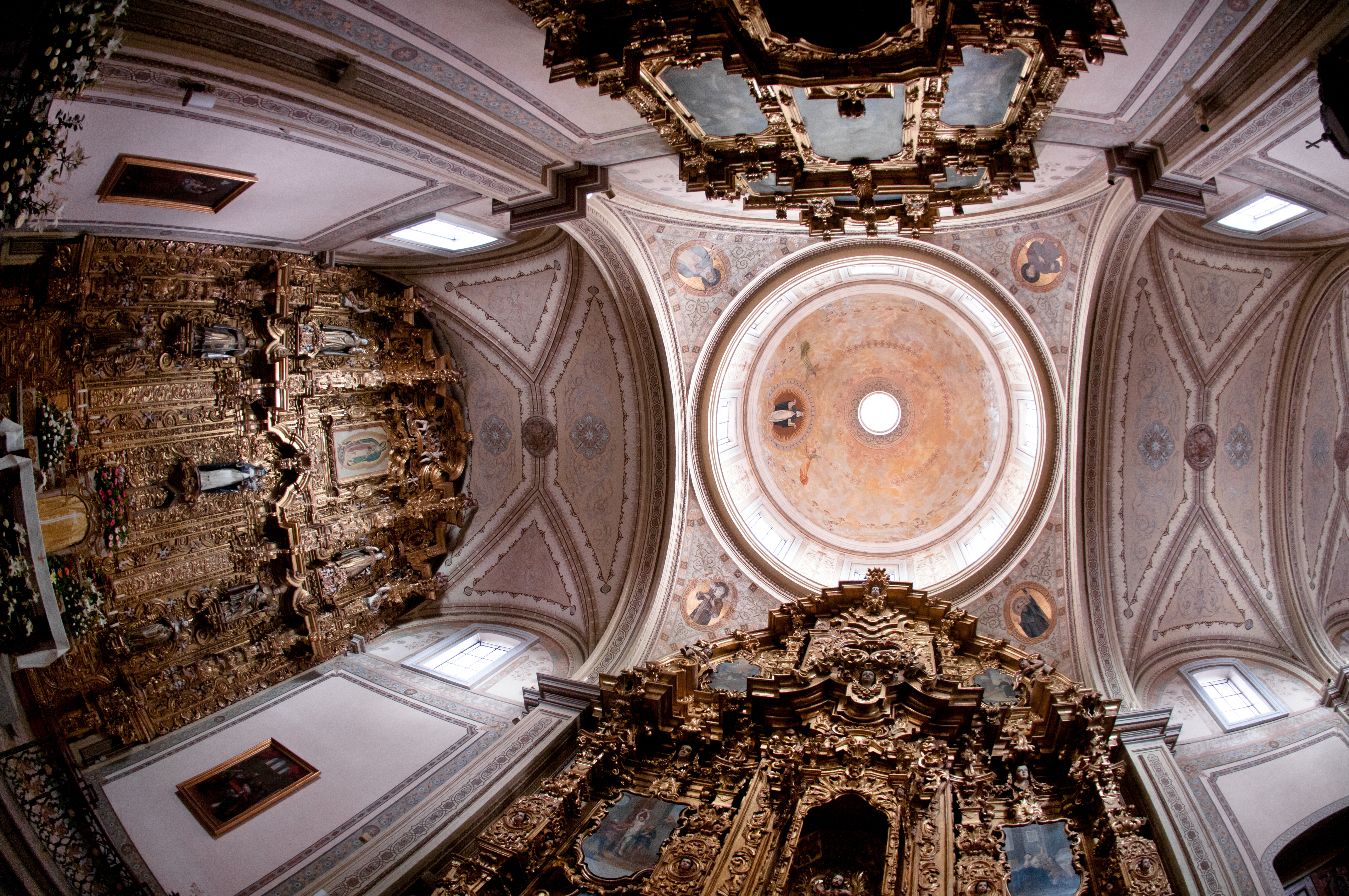
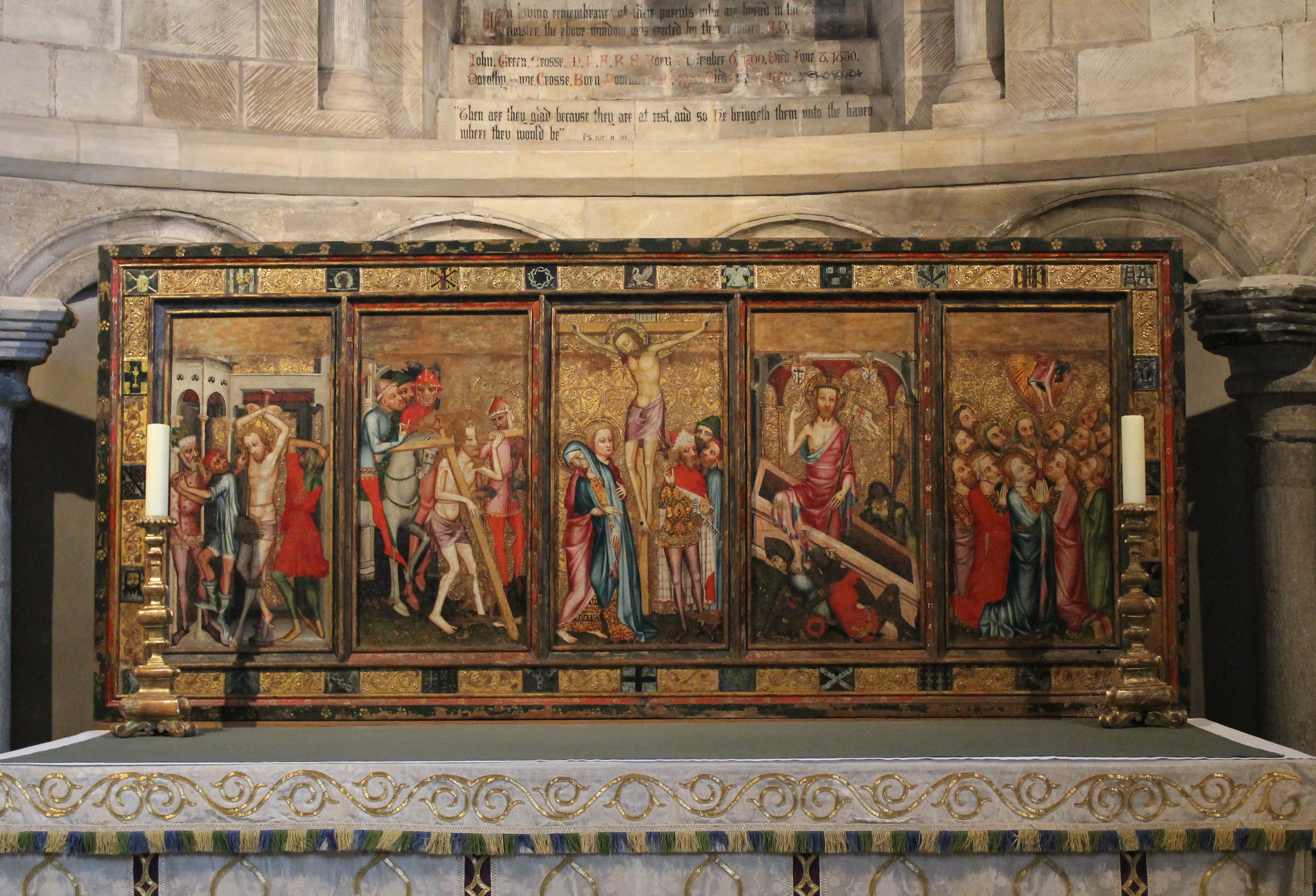